# Puchar Ameryki Północnej w narciarstwie alpejskim kobiet 2013/2014
Puchar Ameryki Północnej w narciarstwie alpejskim kobiet w sezonie 2013/2014 jest 44. edycją tego cyklu. Pierwsze zawody odbędą się 23 listopada 2013 roku w amerykańskim Loveland, a ostatnie rozegrane zostaną 16 marca 2014 roku w kanadyjskim Calgary.
W poprzednim sezonie klasyfikację generalną Pucharu Ameryki Północnej wygrała Amerykanka Megan McJames, triumfując ponadto w klasyfikacji superkombinacji. W klasyfikacji zjazdu triumfowała jej rodaczka Katie Ryan. Zwyciężczynią klasyfikacji slalomu była z kolei Kanadyjka Anna Goodman. W gigancie zwyciężyła Kanadyjka Mikaela Tommy, a w supergigancie Jacqueline Wiles.

## Podium zawodów
| Lp  | Data            | Miejscowość      | Konkurencja     | 1. Miejsce                | 2. Miejsce               | 3. Miejsce                |
| --- | --------------- | ---------------- | --------------- | ------------------------- | ------------------------ | ------------------------- |
| 1.  | 1 grudnia 2013  | Loveland         | Gigant          | Nina Løseth               | Erin Mielzynski          | Marie-Pier Préfontaine    |
| 2.  | 2 grudnia 2013  | Loveland         | Gigant          | Marie-Michèle Gagnon      | Marie-Pier Préfontaine   | Nina Løseth               |
| 3.  | 3 grudnia 2013  | Loveland         | Slalom          | Marie-Michèle Gagnon      | Michaela Kirchgasser     | Carmen Thalmann           |
| 4.  | 4 grudnia 2013  | Loveland         | Slalom          | Marie-Michèle Gagnon      | Denise Feierabend        | Paula Moltzan             |
| 5.  | 7 grudnia 2013  | Copper Mountain  | Supergigant     | Marie-Pier Préfontaine    | Julia Roth               | Katie Hartmann            |
| 6.  | 8 grudnia 2013  | Copper Mountain  | Superkombinacja | Erin Mielzynski           | Marie-Pier Préfontaine   | Megan McJames             |
| 7.  | 11 grudnia 2013 | Copper Mountain  | Zjazd           | Katie Ryan                | Katie Hartmann           | Jacqueline Wiles          |
| 8.  | 12 grudnia 2013 | Copper Mountain  | Zjazd           | Katie Ryan                | Julia Ford               | Katharine Irwin           |
| 9.  | 15 grudnia 2013 | Vail             | Gigant          | Chloe Margrethe Fausa     | Paula Moltzan            | Kristine Gjelsten Haugen  |
| 10. | 16 grudnia 2013 | Vail             | Gigant          | Chloe Margrethe Fausa     | Kristine Gjelsten Haugen | Kristina Riis-Johannessen |
| 11. | 17 grudnia 2013 | Vail             | Slalom          | Kristina Riis-Johannessen | Hailey Duke              | Madison Irwin             |
| 12. | 18 grudnia 2013 | Vail             | Slalom          | Paula Moltzan             | Hailey Duke              | Lila Lapanja              |
| 13. | 3 lutego 2014   | Sunday River     | Gigant          |                           |                          |                           |
| 14. | 4 lutego 2014   | Sunday River     | Gigant          |                           |                          |                           |
| 15. | 5 lutego 2014   | Sunday River     | Slalom          |                           |                          |                           |
| 16. | 6 lutego 2014   | Sunday River     | Slalom          |                           |                          |                           |
| 17. | 11 lutego 2014  | Mont-Sainte-Anne | Zjazd           |                           |                          |                           |
| 18. | 12 lutego 2014  | Mont-Sainte-Anne | Zjazd           |                           |                          |                           |
| 19. | 13 lutego 2014  | Mont-Sainte-Anne | Supergigant     |                           |                          |                           |
| 20. | 15 lutego 2014  | Mont-Sainte-Anne | Superkombinacja |                           |                          |                           |
| 21. | 11 marca 2014   | Calgary          | Slalom          |                           |                          |                           |
| 22. | 12 marca 2014   | Calgary          | Slalom          |                           |                          |                           |
| 23. | 13 marca 2014   | Nakiska          | Superkombinacja |                           |                          |                           |
| 24. | 14 marca 2014   | Nakiska          | Supergigant     |                           |                          |                           |
| 25. | 15 marca 2014   | Nakiska          | Gigant          |                           |                          |                           |
| 26. | 16 marca 2014   | Nakiska          | Gigant          |                           |                          |                           |

## Klasyfikacja generalna (po 0 z 26 konkurencji)
| Lp. | Zawodniczka | Punkty |
| --- | ----------- | ------ |
| 1.  |             |        |
| 2.  |             |        |
| 3.  |             |        |
| 4.  |             |        |
| 5.  |             |        |
| 6.  |             |        |
| 7.  |             |        |
| 8.  |             |        |
| 9.  |             |        |
| 10. |             |        |

| Miejsce | Zawodniczka | Punkty |
| ------- | ----------- | ------ |
| 1.      |             |        |
| 2.      |             |        |
| 3.      |             |        |
| 4.      |             |        |
| 5.      |             |        |
| 6.      |             |        |
| 7.      |             |        |
| 8.      |             |        |
| 9.      |             |        |
| 10.     |             |        |

| Miejsce | Zawodniczka | Punkty |
| ------- | ----------- | ------ |
| 1.      |             |        |
| 2.      |             |        |
| 3.      |             |        |
| 4.      |             |        |
| 5.      |             |        |
| 6.      |             |        |
| 7.      |             |        |
| 8.      |             |        |
| 9.      |             |        |
| 10.     |             |        |

| Miejsce | Zawodniczka | Punkty |
| ------- | ----------- | ------ |
| 1.      |             |        |
| 2.      |             |        |
| 3.      |             |        |
| 4.      |             |        |
| 5.      |             |        |
| 6.      |             |        |
| 7.      |             |        |
| 8.      |             |        |
| 9.      |             |        |
| 10.     |             |        |

| Miejsce | Zawodniczka | Punkty |
| ------- | ----------- | ------ |
| 1.      |             |        |
| 2.      |             |        |
| 3.      |             |        |
| 4.      |             |        |
| 5.      |             |        |
| 6.      |             |        |
| 7.      |             |        |
| 8.      |             |        |
| 9.      |             |        |
| 10.     |             |        |

| Miejsce | Zawodniczka | Punkty |
| ------- | ----------- | ------ |
| 1.      |             |        |
| 2.      |             |        |
| 3.      |             |        |
| 4.      |             |        |
| 5.      |             |        |
| 6.      |             |        |
| 7.      |             |        |
| 8.      |             |        |
| 9.      |             |        |
| 10.     |             |        |